# Emanuele Clarizio
Emanuele Clarizio (ur. 18 maja 1911 w Mediolanie, zm. 16 kwietnia 2001) – włoski duchowny rzymskokatolicki, arcybiskup tytularny, dyplomata papieski, wysoki urzędnik Kurii Rzymskiej.

## Życiorys
7 grudnia 1933 otrzymał święcenia prezbiteriatu i został kapłanem diecezji rzymskiej. W 1958 został internuncjuszem apostolskim w Pakistanie. W czasie pełnienia tego urzędu nie otrzymał nominacji biskupiej.
5 października 1961 papież Jan XXIII mianował go nuncjuszem apostolskim na Dominikanie, delegatem apostolskim na Portoryko oraz  arcybiskupem tytularnym claudiopolitańskim. 29 października 1961 przyjął sakrę biskupią z rąk sekretarza stanu kard. Amleto Giovanniego Cicognaniego. Współkonsekratorami byli substytut Sekretariatu Stanu abp Angelo Dell’Acqua oraz przewodniczący Papieskiej Rady ds. Środków Społecznego Przekazu abp Martin John O’Connor.
Jako ojciec soborowy wziął udział w soborze watykańskim II (z wyjątkiem I sesji).
12 czerwca 1967 papież Paweł VI przeniósł go na stanowisko delegata apostolskiego w Kanadzie. 14 czerwca 1969, po nawiązaniu stosunków dyplomatycznych pomiędzy Stolicą Apostolską a Kanadą, został pronuncjuszem apostolskim w Kanadzie. W tym samym dniu otrzymał nowe arcybiskupstwo tytularne - Antium.
19 marca 1970 powrócił do Rzymu, gdzie został proprzewodniczącym Papieskiej Rady ds. Duszpasterstwa Migrantów i Podróżujących. 17 listopada 1982 z nominacji Jana Pawła II został dodatkowo przewodniczącym Peregrinatio ad Petri Sedem. 18 września 1986 zrezygnował z przewodniczenia Papieskiej Rady ds. Duszpasterstwa Migrantów i Podróżujących. Na czele Peregrinatio ad Petri Sedem stał do 1991 lub 1992.
W 1993 został rektorem Papieskiej Akademii Cultorum Martyrum, którą to funkcję sprawował do 1996.